# 마이클 시코네티
마이클 A. 치코네티(Michael A. Cicconetti, 1951년~)는 은퇴한 지방 법원 판사로, 미국 오하이오주 레이크군의 페인즈빌에서 그가 창의적인 정의라고 부르는 독특한 방식으로 재판을 진행했다. 이 법관은 종종 형벌의 선택을 피고에게 맡겼는데, 피고는 교도소에서 시간을 보내거나 치코네티의 특이한 처벌 중 하나를 겪는 선택에 직면했다. 이러한 처벌은 종종 피고인을 범죄 당시 피해자와 유사한 상황에 놓이게 했다.
치코네티의 첫 번째 창의적인 선고는 정지된 통학 버스와 관련된 위반 사항이었으며, 1990년대 중반에 발생했다. 유명하게도 그는 26세의 오하이오 가정주부 미셸 머레이에게 겨울에 숲에 고양이 새끼 35마리를 버린 죄로 감형을 받는 대가로 숲에서 밤을 보내는 선택권을 주었다.
부분적으로 그의 행동의 인기로 인해 그는 미국 법관협회 회장직을 맡게 되었다. 그는 자신의 특이한 접근 방식이 자신의 배경 때문이라고 말한다. 그는 오하이오주 페인즈빌의 스카우트 트룹 64의 일원으로 1964년에 수상한 이글 스카우트이다. 그는 대학 학비를 벌기 위해 오대호 전역에서 광석 보트에서 갑판원과 갑판 감시원으로 일해야 했던 아홉 형제 중 장남이었다. 세인트 리오 대학교를 졸업한 후, 그는 밤에는 클리블랜드 주립대학교 로스쿨에 다니면서 페인즈빌 지방법원 서기가 되었다.
전국적인 누범률(재범률)이 75%를 넘는 반면, 치코네티 판사의 법원에서는 단 10%에 불과했다.
치코네티의 선고와 같은 것들은 미국 전역에서 점점 더 인기를 얻고 있으며, 한 판사는 특히 그를 자신의 선고에 영향을 준 사람으로 언급했다.
2019년 2월, 치코네티는 그 해 말에 은퇴할 계획이라고 발표했다. 그는 2019년 9월 22일 판사직에서 은퇴했다.
치코네티가 역임한 다른 공직으로는 페인즈빌 타운십 교육위원회에서 4년 임기, 페인즈빌 타운십 수탁자로 14년이 있다. 그는 이전에 정의 협회 연합의 회원이었으며, 노던 오하이오 지방법원 판사 협회 회장을 역임했다.

## 특이한 선고
- 예수 성탄절 장식에 666을 낙서한 두 십대들은 "죄송합니다, 망아지처럼 굴어서요, 하지만 그는 너무 귀여워요!"라는 표지판을 들고 당나귀를 끌고 거리를 걸어야 했다.[11]
- 통학 버스 타이어를 펑크 낸 십대들은 장난으로 소풍이 취소된 초등학생들을 위해 피크닉을 열어주라는 명령을 받았다.[2]
- 경찰관들에게 "돼지들"이라고 소리치며 교통 위반을 저지른 남자는 350파운드짜리 돼지와 "이것은 경찰관이 아니다"라고 적힌 표지판을 들고 길모퉁이에 서 있어야 했다.[2][12][6]
- 성인 서점에서 포르노를 훔친 18세 남성은 눈가리개를 하고 "악을 보지 마라"고 적힌 표지판을 들고 가게 밖에 앉아 있으라는 명령을 받았다.[2]
- 매춘을 권유한 세 남자는 "페인즈빌에 닭 농장은 없다"고 적힌 표지판을 들고 닭 의상을 입으라는 명령을 받았다.[13]
- 2008년 1월, 치코네티는 구세군에서 약 250달러가 든 빨간색 모금 냄비를 훔친 남성에게 24시간 노숙 생활을 하도록 선고했다.[14]
- 교회에서 물건을 훔친 혐의로 유죄 판결을 받은 여성은 "나는 이 교회에서 동전을 훔쳤다"는 문장을 모두 동전으로 철자하고, 교회에 들어서는 모든 신도에게 사과하라는 명령을 받았다.[15]
- 택시 요금을 내지 않고 도망친 여성은 48시간 안에 30마일을 걸으라는 명령을 받았다. 30마일은 택시 기사가 요금을 내지 않고 도망친 그녀를 태우고 갔던 거리였다.[5][16]
- 여성에게 페퍼 스프레이를 사용한 폭행 혐의를 인정한 여성은 30일 징역형을 받거나 3일 사회 봉사를 하고 자신에게 페퍼 스프레이를 뿌리는 선택권을 받았다. 후자에 동의한 후 그녀는 스프레이를 맞았는데, 그것은 단지 물이었다는 것을 알게 되었다.[17]
- 거주 불가능한 집에 개를 버린 동물 학대 및 방치 혐의를 인정한 여성은 90일 징역형을 받거나 레이크 카운티 매립지에서 8시간 동안 쓰레기를 줍는 선택권을 받았다. 피고인은 매립지에서 일하기로 선택했다.[5]
- 벨트로 소년을 때린 혐의를 받은 보모는 아동 학대의 결과에 대한 기사를 읽고, 법정에서 판사, 피해자 어머니, 관중 앞에서 그것을 논의하도록 강요받았다.[2]

## 개인사

### 정치적 신념
이전에는 평생 민주당 당원이었지만, 2020년에 레이크군 기록관에 출마한 아들 게이브에게 투표하기 위해 공화당으로 당적을 변경했다. 같은 성명에서 그는 당시 상원 소수당 원내대표가 "미국 대법관을 공격했다"는 발언을 인용하며 자신의 선택을 후회하지 않는다고 말했다.

### 가족
치코네티는 다섯 명의 자녀와 여섯 명의 손주를 두고 있다.